# 豊中市立刀根山小学校
豊中市立刀根山小学校（とよなかしりつ とねやましょうがっこう）は、大阪府豊中市刀根山五丁目にある公立小学校。
刀根山の西麓に立地する（海抜38.1m）。
略称は「刀根小」。

## 沿革
- 1969年4月1日 - 豊中市立蛍池小学校・豊中市立大池小学校・豊中市立桜井谷小学校から分離し開校。

## 通学区域
- 豊中市 石橋麻田町[1]、清風荘1丁目～2丁目、刀根山1丁目～6丁目、刀根山元町、螢池東町1丁目～4丁目、待兼山町1番のうち大阪大学南側・2番～19番
卒業生は基本的に豊中市立第十三中学校または豊中市立第十八中学校に進学する。両校への通学区域については、豊中市立中学校通学区域一覧表を参照。

## 交通
- 阪急宝塚線・大阪モノレール 蛍池駅から北東へ約600m